# 훌리안 스페로니
훌리안 마리아 스페로니(스페인어: Julián Maria Speroni, 1979년 5월 18일 ~ )는 아르헨티나의 전 축구 선수로, 포지션은 골키퍼였다.